# Михаил Петков (лекар)
Вижте пояснителната страница за други личности с името Михаил Петков.
Михаил Петков е български лекар.

## Биография
Роден е на 3 март 1888 г. в Стара Загора. През 1911 г. завършва медицина в Лозана. Участва в Балканската и Първата световна война в 30-и пехотен полк. В периода 1919 – 1922 г. е ординатор в хирургическото отделение на болницата в Стара Загора. След това работи като градски лекар, а по-късно е областен училищен инспектор-лекар. Умира през 1961 г. в Стара Загора.